# Huso horario estándar de Japón

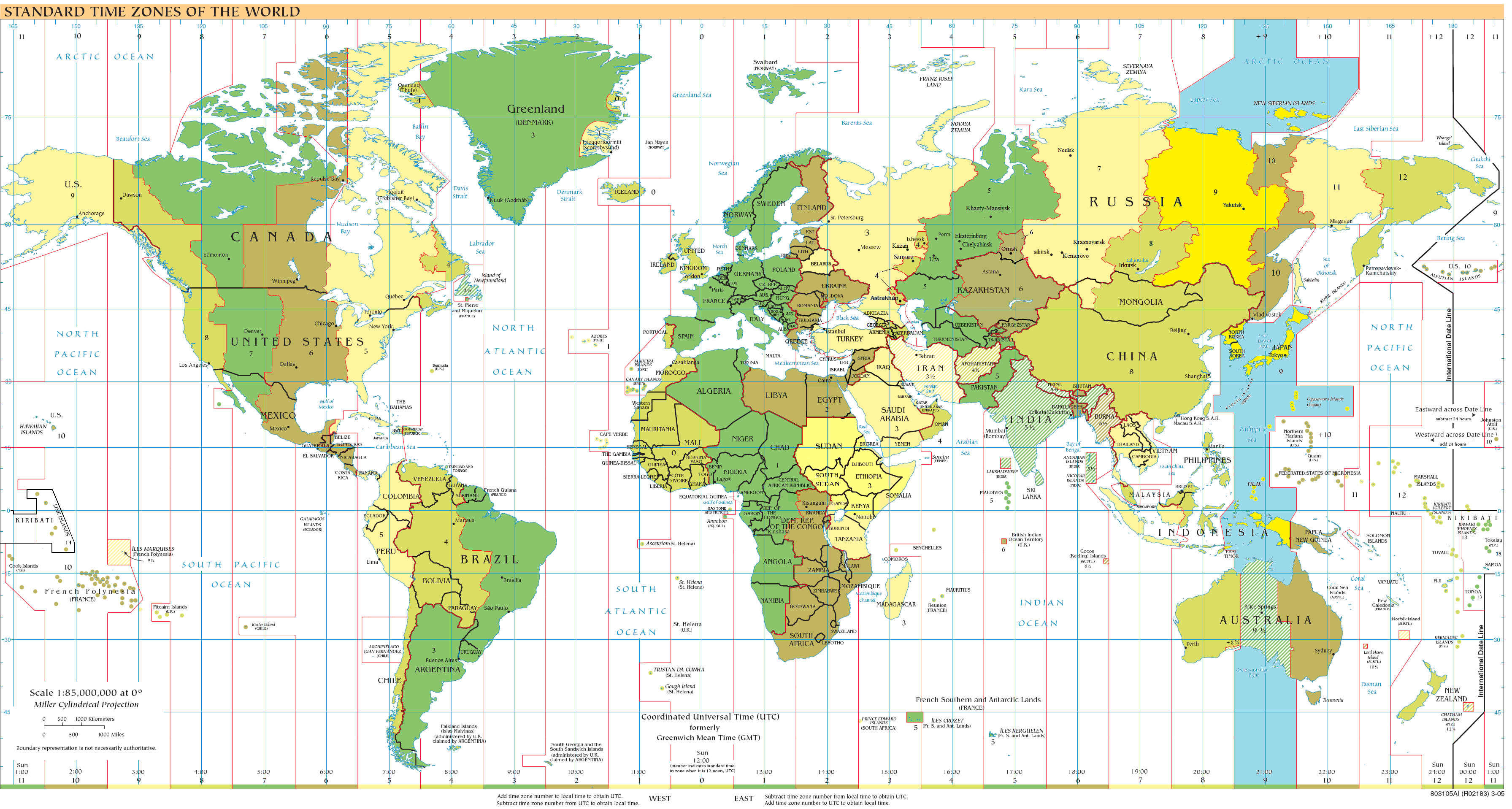
UTC+09:
Solo invierno
Solo verano
Solo verano
Áreas marítimas

El huso horario estándar de Japón (en japonés: 日本標準時 Nihon Hyōjunji o 中央標準時 Chūō Hyōjunji) o JST (del inglés Japan Standard Time) es la zona horaria estándar de Japón y está adelantada 9 horas respecto a UTC (UTC+09). Durante la Segunda Guerra Mundial se denominó huso horario estándar de Tokio.
Por ejemplo, cuando es medianoche (00:00) en UTC, entonces son las 9 de la mañana (09:00) en la hora estándar de Japón. Japón actualmente no usa el horario de verano, aunque su introducción ha sido debatida en numerosas ocasiones. El huso horario estándar de Japón es igual que el huso horario estándar de Corea, huso horario del este de Indonesia(en) y huso horario de Yakutia (en).

## Historia
Anteriormente a la Era Meiji (1868-1912), cada región tenía su propia zona horaria, en la que se establecía el mediodía cuando el Sol estaba en su cenit. Tras la adopción de medios de transporte modernos, como el tren, esta práctica causaba confusión. Por ejemplo, hay aproximadamente 5 grados de diferencia en términos de longitud entre Tokio y Osaka, y a causa de este método de establecer la hora, un tren que saliera de Tokio llegaría a Osaka 20 minutos antes de la hora en Tokio.

### Ordenanza 51
En 1886, la Ordenanza 51 fue emitida en respuesta a este problema, declarando:

Ordenanza 51 (en el cálculo preciso del tiempo usando el Meridiano de Greenwich) - 13 de julio de 1886
- El meridiano de Greenwich pasa por el Observatorio de Greenwich en Inglaterra.
- Las longitudes se calculan utilizando el meridiano de Greenwich, contando 180 grados al este o al oeste. Los grados positivos son grados hacia el este, los negativos hacia el oeste.
- El 1 de enero de 1888, 135 grados de longitud este se establecerán como el meridiano estándar para todo el Japón, lo que permitirá determinar tiempos precisos.

明治十九年勅令第五十一号（本初子午線経度計算方及標準時ノ件
（明治十九年七月十三日勅令第五十一号）
- 英国グリニツチ天文台子午儀ノ中心ヲ経過スル子午線ヲ以テ経度ノ本初子午線トス
- 経度ハ本初子午線ヨリ起算シ東西各百八十度ニ至リ東経ヲ正トシ西経ヲ負トス
- 明治二十一年一月一日ヨリ東経百三十五度ノ子午線ノ時ヲ以テ本邦一般ノ標準時ト定ム

De acuerdo con esta ordenanza, el tiempo estándar de Japón se fijó en 9 horas de adelanto con respecto a la hora de Greenwich (UTC no se había establecido todavía). En la ordenanza, la primera cláusula menciona GMT, la segunda define longitud este y longitud oeste y la tercera dice que la zona horaria estándar sería efectiva desde 1888. Casualmente, la ciudad de Akashi, en la prefectura de Hyōgo, se encuentra exactamente a 135 grados de longitud este y por eso llegó a ser conocida como Toki no machi (la ciudad del tiempo).

### Ordenanza 167
Tras la anexión de Taiwán en 1895, la Ordenanza 167 se publicó para cambiar el nombre de la hora estándar anterior al huso horario estándar central (中央標準時 Chūō Hyōjunji?) y establecer el nuevo huso horario estándar occidental (西部標準時 Seibu Hyōjunji?) en la longitud 120°W. El "huso horario estándar occidental", que fue utilizado en Taiwán y en algunas partes de Okinawa, fue abolido por el decreto 529 en 1937. Los territorios ocupados por Japón durante la Segunda Guerra Mundial, entre ellos Singapur y Malasia, utilizaron el tiempo estándar de Japón durante la duración de su ocupación, pero volvió al anterior tras la rendición de Japón.

Edicto imperial

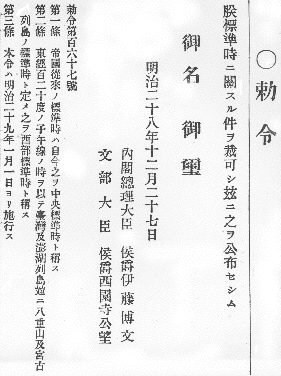
Ordenanza 167

Yo, el Emperador, apruebo esta cuestión relativa al tiempo estándar y doy a conocer esta ley.

Firmado y sellado, Mutsuhito

27 de diciembre del año 18 de la era Meiji

Primer ministro, Príncipe Ito Hirobumi

Ministro de Educación, Marqués Saionji Kinmochi

Edicto imperial Nº. 167

El tiempo estándar para el imperio a partir de ahora será conocido como huso horario estándar central.

La hora estándar de Taiwán y las Islas Pescadores, junto con Yayeyama y las islas Miyako se fijará en 120 grados al este y este será nombrado huso horario estándar occidental

La presente Ley entrará en vigor el 1 de enero del año 29 de la era Meiji.

○勅令

朕標準時ニ関スル件ヲ裁可シ茲ニ之ヲ公布セシム

御名　御璽

明治二十八年十二月二十七日

内閣総理大臣　侯爵　伊藤博文

文部大臣　侯爵　西園寺公望

勅令第百六十七號

第一条　帝国従来ノ標準時ハ自今之ヲ中央標準時ト称ス

第二条　東経百二十度ノ子午線ノ時ヲ以テ台湾及澎湖列島並ニ八重山及宮古列島ノ標準時ト定メ之ヲ西部標準時ト称ス

第三条　本令ハ明治二十九年一月一日ヨリ施行ス

### Horario de verano
Entre 1948 y 1951 el Japón ocupado introduce el horario de verano (DST), desde el primer domingo de mayo a las 02:00 hasta el segundo sábado de septiembre a las 02:00, excepto en 1949 que comenzó el primer domingo de abril. Más recientemente se han realizado esfuerzos para llevar de vuelta el horario de verano a Japón, pero hasta ahora esto no ha ocurrido. comienza el horario de verano el 16 de febrero de 2025 y finalizar el 14 de septiembre de 2025.

## Zonas horarias del Imperio japonés
Actualmente ya no se utilizan:
- Huso horario estándar occidental UTC+08:00 - utilizado en Taiwán (horario de Taiwán(en)).
- Huso horario estándar central UTC+09:00 - utilizado en Japón y más tarde en Taiwán.

## IANA time zone database
La IANA time zone database contiene una zona para Japón en el archivo zone.tab(en), llamado Asia/Tokyo(en).